# Les Contrebandiers de Santa Lucia
Pour plus de détails, voir Fiche technique et Distribution.
Les Contrebandiers de Santa Lucia (I contrabbandieri di Santa Lucia) est un film italien réalisé par Alfonso Brescia, sorti en 1979, avec Mario Merola, Antonio Sabàto, Gianni Garko, Jeff Blynn (it), Edmund Purdom et Lorraine De Selle dans les rôles principaux.

## Synopsis
Pour mener à bien son enquête sur un trafic d'héroïne international, le capitaine Ivano Radevic (Gianni Garko) infiltre le milieu des contrebandiers napolitains. Il rencontre l'un des trafiquants du quartier de Borgo Santa Lucia, Don Francesco Autiero (Mario Merola), afin d'entrer en contact avec Don Michele Vizzini (Antonio Sabàto), l'un des puissants chefs mafieux qu'il traque.

## Fiche technique
- Titre : Les Contrebandiers de Santa Lucia
- Titre original : I contrabbandieri di Santa Lucia
- Réalisation : Alfonso Brescia
- Scénario : Ciro Ippolito et Piero Regnoli
- Photographie : Silvio Fraschetti
- Montage : Carlo Broglio
- Musique : Eduardo Alfieri (it)
- Décors : Romeo Costantini
- Producteur : Ciro Ippolito
- Société(s) de production : Produzioni Atlas Consorziate et Orsa Maggiore Cinematografica
- Pays d'origine :  Italie
- Langue : Italien
- Format : Couleur
- Genre : Néo-polar italien
- Durée : 90 minutes
- Dates de sortie :
  -  Italie : 25 août 1979
  -  France : 28 avril 1982

## Distribution
- Mario Merola: don Francesco Autiero
- Antonio Sabàto: don Michele Vizzini
- Gianni Garko: le capitaine Ivano Radevic
- Jeff Blynn : Salvatore Gargiulo
- Lorraine De Selle: Lorraine, l'amante de Vizzini
- Edmund Purdom: le directeur de la Commissione Internazionale Narcotici
- Marco Girondino (it): Gennarino
- Nunzio Gallo: le docteur Martinelli
- Franco Diogene (it): Akhad, le Turc
- Lucio Montanaro (it): Cassio Petrorio
- Sabrina Siani: Lucy Avallone
- Hassan Jaber: Vito, un homme de main de Vizzini
- Rick Battaglia: don Calogero Avallone
- Alfonso Brescia
- John Karlsen (it): un membre de la Commissione Internazionale Narcotici
- Andrea Aureli
- Nicola Di Gioia (it)
- Pino Ferrara (it)
- Lina Franchi
- Franco Ukmar (de)

## Autour du film
- Le film doit son nom au quartier de Borgo Santa Lucia de la ville de Naples où il a été en partie tourné. Les villes de Rome et Guidonia Montecelio dans la région du Latium, ainsi que Pouzzoles dans la région de la Campanie, sont également utilisées comme lieux de tournage.

## Source
- (en) Roberto Curti, Italian Crime Filmography, 1968-1980, Jefferson, McFarland, 2013, 330 p. (ISBN 978-0-7864-6976-5, lire en ligne).